# Malinica

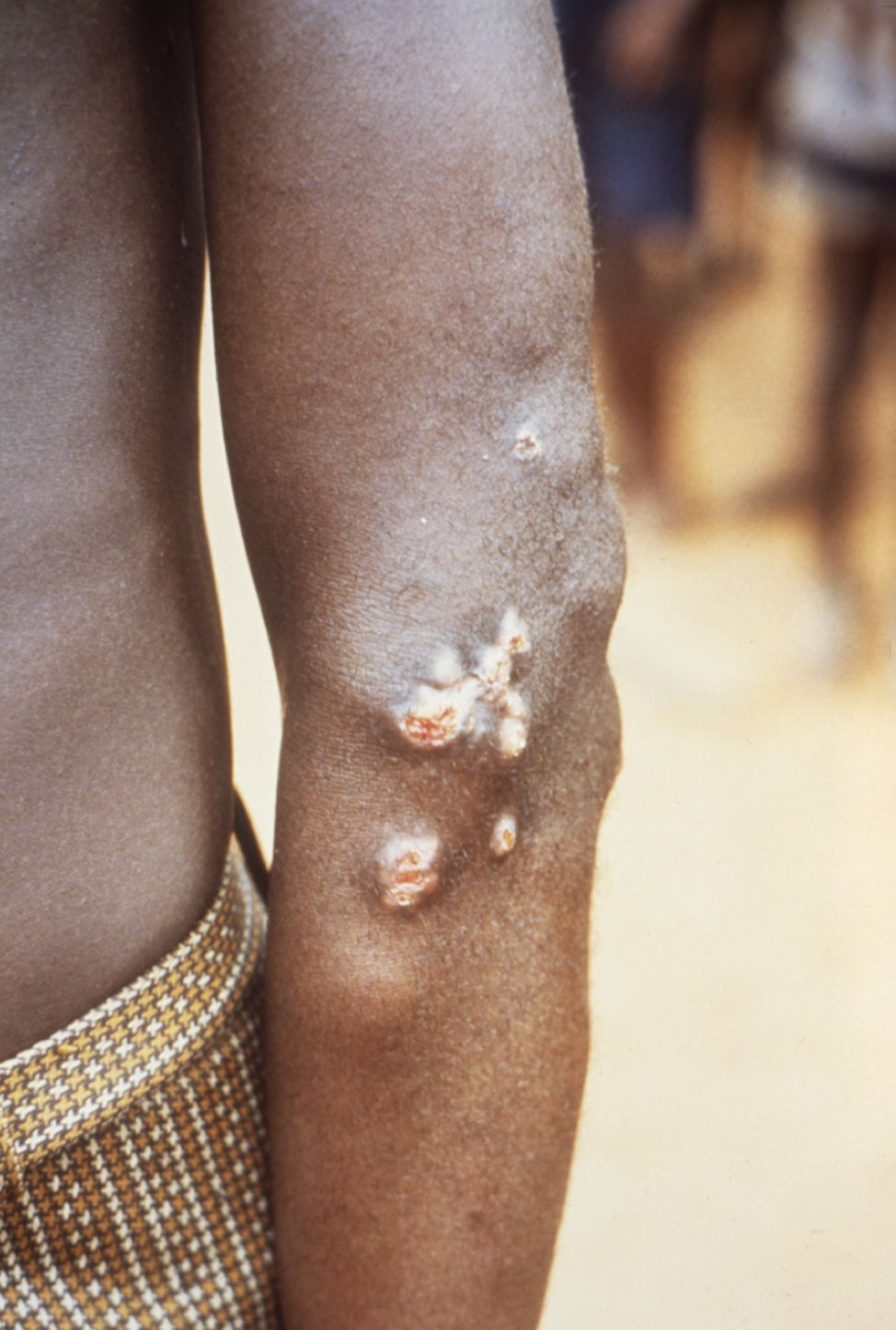
Grudki na łokciu spowodowane zakażeniem bakteriami Treponema pertenue

Malinica (frambezja, jagodzica) - bakteryjna choroba zakaźna, zaliczana do tzw. krętkowic endemicznych lub inaczej zwanych krętkowicami niewenerycznymi. Czynnikiem etiologicznym jest bakteria krętek blady (Treponema pallidum) subsp. pertenue
Do grupy krętkowic endemicznych zaliczamy także kiłę endemiczną i pintę.

## Objawy
Do infekcji dochodzi poprzez bezpośredni kontakt z osobą zakażoną. Bakteria wnika do organizmu poprzez uszkodzenie na skórze lub błonie śluzowej. Na  skórze pojawia się początkowo grudka, która następnie przybiera postać zmiany brodawczakowatej. Jest to tzw. zmiana pierwotna, która zwykle zanika w przeciągu 1/2 roku.
Następnie wskutek wtórnego rozsiewu krętków pojawiają się kolejne zmiany skórne, charakterystyczne zwłaszcza są zmiany brodawczakowe na stopach, powodujące znaczny ból przy chodzeniu.
W następnym okresie dochodzi do powiększenia węzłów chłonnych, bólów kości oraz zapalenia kości palców.
Późniejsze postacie malinicy doprowadzają do zmian destrukcyjnych kości, zwłaszcza w obrębie twarzoczaszki - powszechne jest zapalenie okołonosowych części kości szczękowej, co doprowadza do charakterystycznych zmian wyglądu twarzy.

## Występowanie
Malinica jest chorobą najczęściej rozpoczynającą się w dzieciństwie. Występuje w gorących okołorównikowych regionach kuli ziemskiej.

## Leczenie
Antybiotyki z grupy penicylin.

## Klasyfikacja ICD10
| kod ICD10     | nazwa choroby                                        |
| ------------- | ---------------------------------------------------- |
| ICD-10: A66   | Malinica [jagodzica]                                 |
| ICD-10: A66.0 | Zmiana pierwotna malinicza                           |
| ICD-10: A66.1 | Malinicze brodawki i sączące pęknięcia szczelinowate |
| ICD-10: A66.2 | Inne malinicze wczesne objawy skórne                 |
| ICD-10: A66.3 | Nadmierne rogowacenie malinicze                      |
| ICD-10: A66.4 | Malinicze guzy, kilaki i owrzodzenia                 |
| ICD-10: A66.5 | Gangoza                                              |
| ICD-10: A66.6 | Zmiany malinicze w kościach i stawach                |
| ICD-10: A66.7 | Inne objawy malinicy                                 |
| ICD-10: A66.8 | Malinica utajona                                     |
| ICD-10: A66.9 | Malinica, nie określona                              |

Przeczytaj ostrzeżenie dotyczące informacji medycznych i pokrewnych zamieszczonych w Wikipedii.